# Tektogenese
Tektogenese (von griech. τεκτονικός tektonikós, ‚die Baukunst betreffend‘, + „-genese“) ist in der Geologie allgemein ein strukturbildender Prozess tektonischer Überprägung von Bereichen der Erdkruste bzw. der Erdoberfläche. Die jeweiligen von Tektogenese betroffenen Zonen nennt man entsprechend tektogen, wobei zu beachten ist, dass fachsprachlich ebenso die Erdkruste selbst als tektogen bezeichnet wird.
Speziell in der Historischen Geologie werden durch Tektogenese entstandene Gebirge und andere Reliefs als geomorphogen bezeichnet, diese Vorgänge entsprechend als Geomorphogenese (aus (alt)gr. γεω geo, ‚Erde‘, + μορφή morphé ‚Form‘, ‚Gestalt‘, + „-genese“). Die Geomorphogenese ist ein Teilgebiet der Geomorphologie.